# Roc de la Pena
El Roc de la Pena és una muntanya de 1.096 metres que es troba al municipi d'Alàs i Cerc, a la comarca de l'Alt Urgell.